# Аборты в Венесуэле
Аборты в Венесуэле в настоящее время запрещены кроме случаев опасности для жизни беременной женщины. Наказание для женщины которой по её согласию сделали аборт от шести месяцев до двух лет тюрьмы. Наказание для врача или другого лица, выполнившего процедуру аборта, составляет от года до трёх лет заключения. В случае гибели беременной женщины в результате аборта наказание может быть ужесточено.
В мае 2006 года папа Бенедикт XVI встретился с президентом Венесуэлы Чавесом и выразил беспокойство по поводу возможности смягчения Чавесом законов об абортах в Венесуэле .